# 1998 YU27
1998 YU27 är en asteroid i huvudbältet som upptäcktes den 26 december 1998 av den kroatiska astronomen Korado Korlević vid Višnjan-observatoriet.
Asteroiden har en diameter på ungefär 6 kilometer.